# Cheratosi seborroica
Per  cheratosi seborroica, in campo medico, si intende una forma di tumore benigno dell'epidermide, che si manifesta come una macchia brunastra più o meno rilevata sul piano della cute, dalla superficie verrucosa o squamo-crostosa.

## Epidemiologia
Colpisce persone di entrambi i sessi intorno ai 40-50 anni. Più frequente nei caucasoidi, raro negli orientali e negli africani, si osserva più comunemente al volto e al tronco.

## Eziologia
Le cause sono sconosciute, ma esiste una familiarità anche per il loro numero e la loro localizzazione, il che farebbe ipotizzare una trasmissione genetica di tipo autosomico dominante. Non vi sono correlazioni con l'esposizione solare.

## Tipologia
Durante lo sviluppo, la lesione può essere modificata da altre alterazioni fisiologiche (come irritazioni); questo comporta la nascita di una forma particolare chiamata cheratosi seborroica irritata, che mostra un caratteristico sanguinamento e rossore, una forma del tutto simile è quella infiammata.
Altra forma è la stuccocheratosi: questa si mostra sulle gambe con molteplici piccole manifestazioni. Se la massa tumorale presenta molte pigmentazioni si assiste al melanoacantoma (inoltre vi deve essere anche una notevole presenza di melanociti).
La dermatosi papulosa nigra, comune nelle persone di razza africana, si manifesta con elementi piccoli, numerosi e intensamente pigmentati; è discusso se tale manifestazione sia o meno una variante della cheratosi.

## Morfologia
La cheratosi seborroica si mostra come placche esofitiche, demarcate rispetto all'epidermide. Alla superficie troviamo presenza di piccole cisti ripiene di cheratina. Va incontro a differenziazione squamosa dopo infiammazione.
Le lesioni sono abitualmente multiple e interessano, in ordine di frequenza, il dorso, i fianchi, l'addome, il collo, il volto e la superficie dorsale delle mani.

## Manifestazioni cliniche
Il diametro della papula o placca varia da 1 mm (le più piccole) a 1 cm, il colore può variare d'intensità; mentre un colore più chiaro è il giallognolo che può arrivare sovente anche a tonalità molto più scure con tendenza al nero.

## Diagnosi differenziale
Molte sono le forme simili da cui bisogna differenziarle:
- Lentiggine solare, che a differenza della cheratosi non può essere palpata durante l'esame obiettivo (è solo una macchia sulla pelle);
- Cheratosi attinica pigmentata;
- Melanoma piano in placca;
- Carcinoma basocellulare pigmentato;
- Carcinoma spinocellulare.

## Terapia
Non è necessario alcun trattamento. Nel caso in cui sia necessaria l'asportazione per motivi estetici, si può ricorrere all'asportazione chirurgica, alla diatermocoagulazione
o alla crioterapia.